# Reduto de Santa Cruz (Angra do Heroísmo)
O Reduto de Santa Cruz localiza-se na península do Monte Brasil, na freguesia da Sé, na cidade e concelho de Angra do Heroísmo, na costa sul da ilha Terceira, nos Açores.
Integra o conjunto defensivo da Fortaleza de São João Baptista da Ilha Terceira.

## História
No contexto da instalação da Capitania Geral dos Açores, o seu estado foi assim reportado em 1767: "23.° — Segue-se o reducto de Santa Cruz que tem cinco canhoneiras e só três peças de ferro, numa dellas precisa um eixo no seu reparo, precisa mais em dois lances de cortina, que tem, três peças com os seus reparos."
Em nossos dias encontra-se em ruínas.